# Guarda de Honra Real de Estocolmo

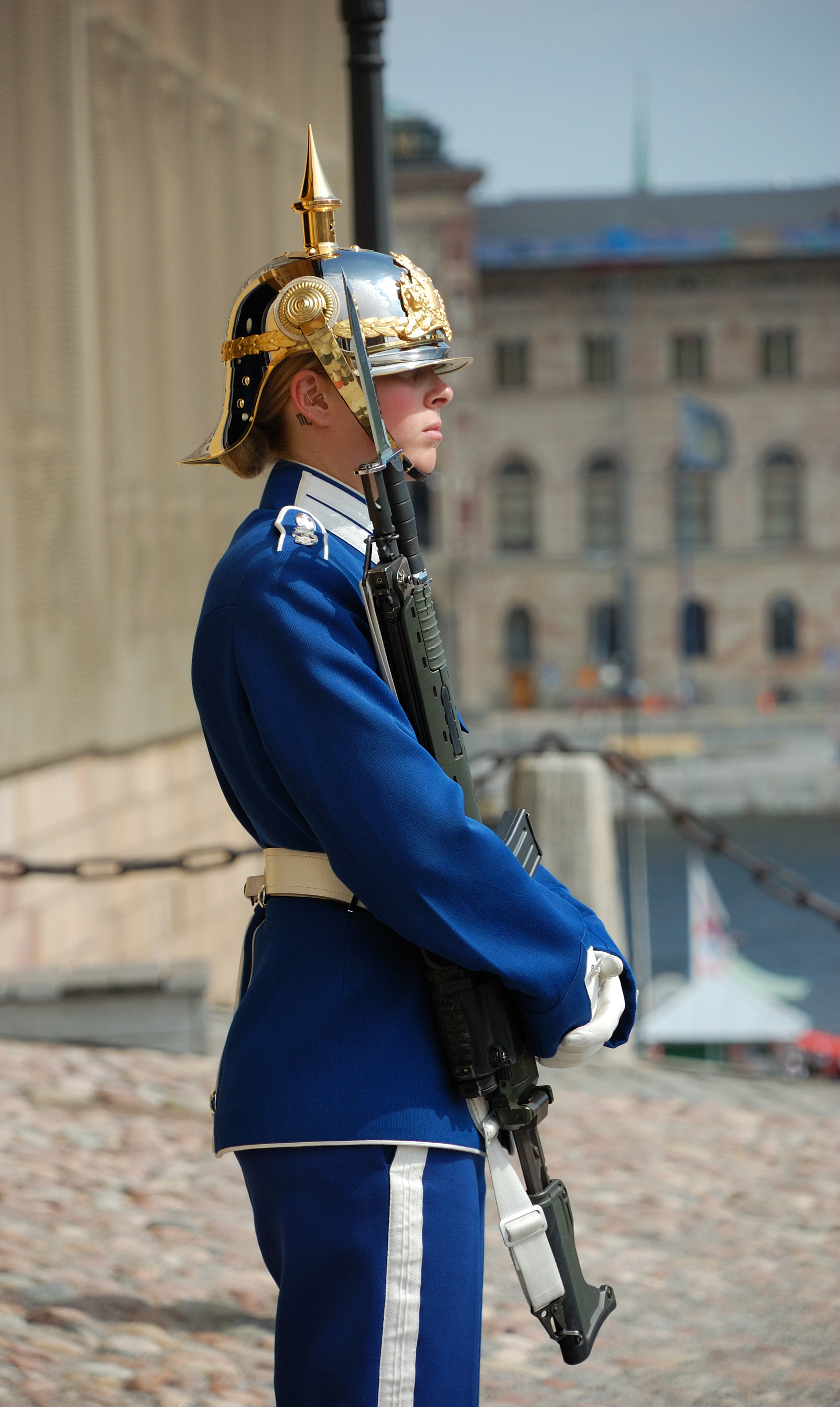
Guarda Real sueca.

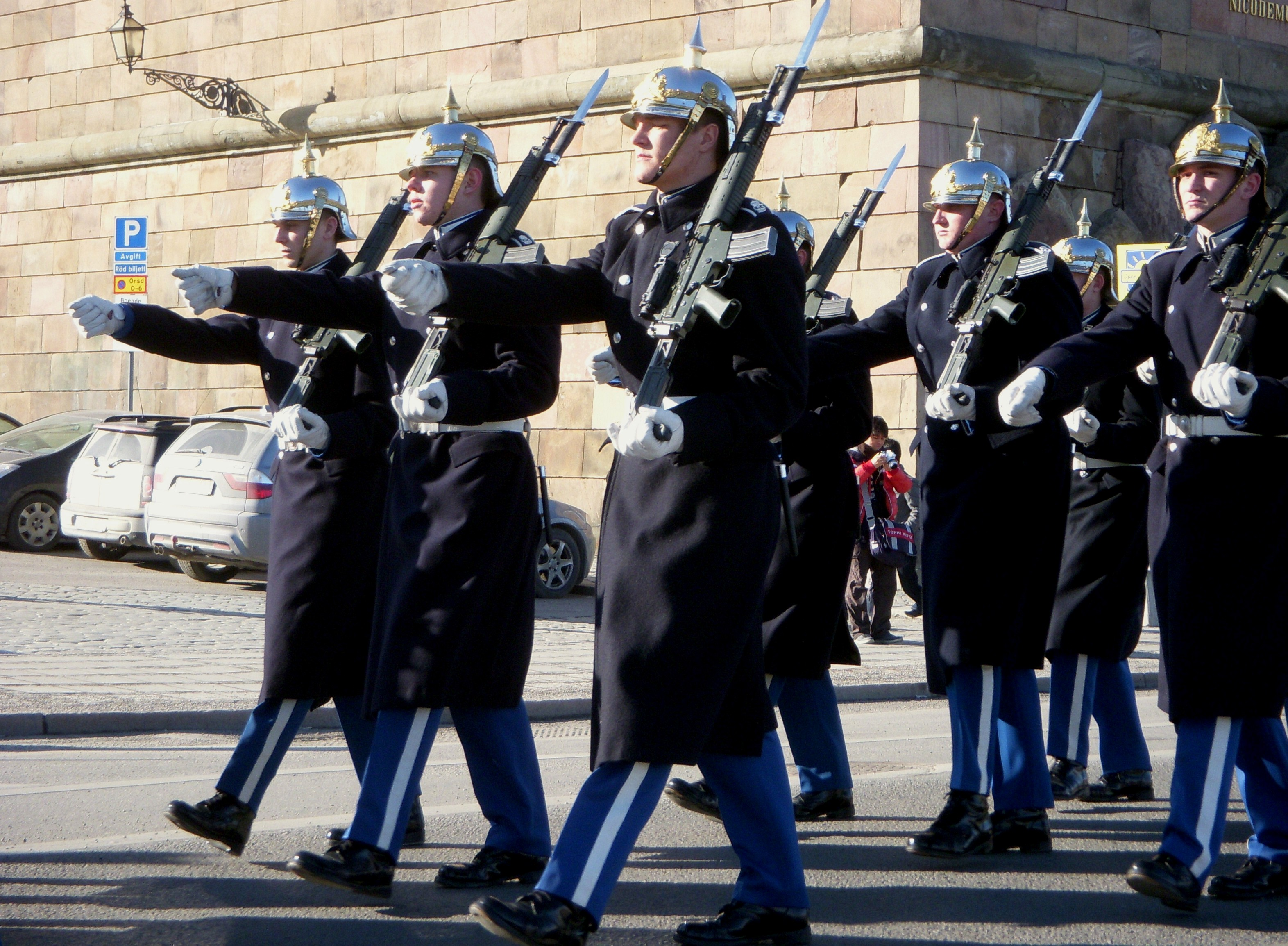
A Guarda de Honra Real em uniforme de inverno.

A Guarda de Honra Real de Estocolmo (Högvakten i Stockholm) da Suécia é uma força militar das forças armadas suecas, responsável pela proteção do Palácio Real de Estocolmo, e das funções cerimoniais de guarda de honra do rei e da família real.

A Guarda no Palácio Real na capital é composta por 35 militares e a do Palácio de Drottningholm por 25 soldados. Estes militares são profissionais, provenientes de toda a Suécia. 

Esta força faz parte do Batalhão Real (em sueco Livbataljonen) do regimento da Guarda Real (em sueco Livgardet).